# أبو الحسن طالقاني
أبو الحسن علائي طالقاني (بالفارسية: سید ابوالحسن گلیردی علایی طالقانی)، هو مجتهد مبارز إيراني، ووالد محمود طالقاني، ولد أبو الحسن في عام 1278 هجري شمسي في مقاطعة طالقان.[بحاجة لمصدر]، وكان معارضا للنظام البهلوي ورضا بهلوي.

## سيرته

### ولادته
ولد أبو الحسن طالقاني في عام 1278 في قرية طالقان في ايران.

### دراسته
درس في الابتدائي (المقدمات) في قرية طالقان ومدينتي قزوين وطهران، ثم ذهب إلى اصفهان لاستكمال دراسته وأستفاد من أستاذه محمد حسين الاصفهاني، ثم ذهب إلى العراق إلى سامراء عشر سنوات هناك وكان طالب في كربلاء سبع سنين في عهد إسماعيل الصدر.

### معارضته لنظام البهلوي
كان معارضا للنظام البهلوي ورضا بهلوي، وكان علماء الدين المناضلين ضد حكم رضا شاه ومن مؤيدي آيه الله حسن طباطبائي المعروف حسن المدرس.[بحاجة لمصدر]

### وفاته
توفى في العراق سنة 1310 أو في شهر شعبان 1350.

### المدفن
دفن في مقبرة وادي السلام.